# 森田喜久男
森田 喜久男（もりた きくお、1964年-　）は、日本の歴史学者、淑徳大学教授。日本古代史専攻。

## 来歴
石川県生まれ。1987年國學院大學文学部史学科卒業。1989年千葉大学大学院文学研究科史学専攻修士課程修了。1995年東京都立大学 (1949-2011)大学院人文科学研究科史学専攻博士単位取得退学。島根県教育庁文化財課古代文化センター専門研究員兼島根県立古代出雲歴史博物館専門学芸員。2007年「日本古代の王権と山野河海」で駒澤大学博士（歴史学）。淑徳大学人文学部歴史学科教授、歴史学科長。

## 著書
- 『日本古代の王権と山野河海』吉川弘文館 2009[4]
- 『やさしく学べる古事記講座 原文を読むと神話はもっとおもしろい』ハーベスト出版 山陰文化ライブラリー 2012
- 『古代王権と出雲』同成社、2014

「国立国会図書館サーチ」を参照

### 論文
- CiNii>